# Königsseebahn
| Streckennummer (DB): | 5743                                 |                                      |                                      |
| Kursbuchstrecke: | 428c (1944, 1946) 428n (Sommer 1965) |                                      |                                      |
| Streckenlänge: | 4,313 + 0,713 km                     |                                      |                                      |
| Spurweite: | 1435 mm (Normalspur)                 |                                      |                                      |
| Stromsystem: | bis 1942: 1000 Volt =                |                                      |                                      |
| Stromsystem: | ab 1942: 15 kV 16 2⁄3 Hz ~           |                                      |                                      |
| Maximale Neigung: | 27,5 ‰                               |                                      |                                      |
| Minimaler Radius: | 150 m / Verbindungsgleis: 80 m       |                                      |                                      |
| |                                      |                                      |                                      |
| \| \| \| von Hangender Stein \| \| \| \| −0,713 \| Verbindungsgleis für Betriebsfahrten \| Verbindungsgleis für Betriebsfahrten \| \| \| \| Berchtesgaden Hbf \| \| \| \| \| nach Bad Reichenhall \| \| \| \| \| Ramsauer Ache (40 m) \| \| \| \| 0,000 \| Berchtesgaden Königsseer Bf \| 540,9 m \| \| \| 0,780 \| Königsseer Ache (30 m) \| Königsseer Ache (30 m) \| \| \| \| Höllgraben (4 m) \| \| \| \| 1,220 \| Schwöbbrücke \| 553,5 m \| \| \| \| Hainzenbach (6 m) \| \| \| \| 2,790 \| Unterstein-Schönau \| 569,8 m \| \| \| \| Krautkasergraben (6 m) \| \| \| \| 4,313 \| Königssee (Oberbay) \| 608,0 m \| |                                      |                                      |                                      |
| Strecke (außer Betrieb) |                                      | von Hangender Stein                  | von Hangender Stein                  |
| Abzweig geradeaus und nach links (Strecke außer Betrieb) · Strecke von rechts (außer Betrieb) | −0,713                               | Verbindungsgleis für Betriebsfahrten | Verbindungsgleis für Betriebsfahrten |
| Kopfbahnhof Strecke bis hier außer Betrieb · Strecke (außer Betrieb) |                                      | Berchtesgaden Hbf                    | Berchtesgaden Hbf                    |
| Strecke nach rechts · Strecke (außer Betrieb) |                                      | nach Bad Reichenhall                 | nach Bad Reichenhall                 |
| Brücke über Wasserlauf (Strecke außer Betrieb) |                                      | Ramsauer Ache (40 m)                 | Ramsauer Ache (40 m)                 |
| Bahnhof (Strecke außer Betrieb) | 0,000                                | Berchtesgaden Königsseer Bf          | 540,9 m                              |
| Brücke über Wasserlauf (Strecke außer Betrieb) | 0,780                                | Königsseer Ache (30 m)               | Königsseer Ache (30 m)               |
| Brücke über Wasserlauf (Strecke außer Betrieb) |                                      | Höllgraben (4 m)                     | Höllgraben (4 m)                     |
| Bahnhof (Strecke außer Betrieb) | 1,220                                | Schwöbbrücke                         | 553,5 m                              |
| Brücke über Wasserlauf (Strecke außer Betrieb) |                                      | Hainzenbach (6 m)                    | Hainzenbach (6 m)                    |
| Bahnhof (Strecke außer Betrieb) | 2,790                                | Unterstein-Schönau                   | 569,8 m                              |
| Brücke über Wasserlauf (Strecke außer Betrieb) |                                      | Krautkasergraben (6 m)               | Krautkasergraben (6 m)               |
| Kopfbahnhof Streckenende (Strecke außer Betrieb) | 4,313                                | Königssee (Oberbay)                  | 608,0 m                              |

Die Königsseebahn war eine 4,313 Kilometer lange Nebenbahn in Bayern. Die als Steilstrecke klassifizierte, eingleisige Stichbahn stellte ab Berchtesgaden die Verbindung der Strecken Bad Reichenhall–Berchtesgaden und Berchtesgaden–Hangender Stein nach Königssee mit dem gleichnamigen See her.

## Geschichte

### Bau und Inbetriebnahme
Seit 1888 war Berchtesgaden durch die Strecke von Bad Reichenhall an das Bahnnetz angebunden. Am Hauptbahnhof Berchtesgaden begann auch die 1907 eröffnete Strecke nach Hangender Stein. Der Königssee war schon damals ein beliebtes Ausflugsziel und bereits 1907 durch eine Kraftpost-Verbindung mit Berchtesgaden verbunden.
Der Bau der Königsseebahn wurde am 16. August 1908 von der Bayerischen Staatsregierung beschlossen und genehmigt. Der Betrieb wurde den Königlich Bayerischen Staatseisenbahnen (K.Bay.Sts.B.) übertragen. Ende Oktober 1908 begannen diese mit dem Bau, die Eröffnung fand am 29. Mai 1909 statt. Die Königsseebahn war als Lokalbahn konzessioniert und von Beginn an elektrifiziert. Ursprünglich verkehrte sie mit 1000 Volt Gleichspannung. Die Strecke verlief auf ganzer Länge auf dem Gebiet der heutigen Gemeinde Schönau am Königssee und folgte stets der Königsseer Ache.
Ausgangspunkt in Berchtesgaden war der Königsseer Bahnhof auf dem einstigen Triftplatz am Rande des Schönauer Gemeindegebietes, fußläufig vom Berchtesgadener Hauptbahnhof erreichbar. Zum übrigen Eisenbahnnetz bestand eine 713 Meter lange Gleisverbindung. Sie führte auf Rillenschienen diagonal über den Bahnhofsvorplatz des Berchtesgadener Hauptbahnhofs und querte die Ramsauer Ache mittels einer 40 Meter langen Brücke. Das Verbindungsgleis diente überwiegend für Überstellungsfahrten. Durchgehende Züge von Bad Reichenhall oder Hangender Stein her kommend verkehrten nur selten und als Sonderzüge. Für solche Fahrten musste stets der gesamte Vorplatz gesperrt werden. Ursprünglich war ein Tunnel durch den Fergerlbichl geplant. Dieser hätte es möglich gemacht, Züge unter Umgehung des Bahnhofsvorplatzes und mit Halt im Hauptbahnhof direkt zum Königssee zu führen. Aus Kostengründen konnte dies jedoch nicht verwirklicht werden. Darüber hinaus diente das Betriebsgleis samt Oberleitung als elektrische Verbindung zur Strecke nach Hangender Stein. Beide Strecken wurden vom gemeinsamen Wasserkraftwerk Gartenau gespeist. Es war zuvor eigens für die Strecke nach Hangender Stein gebaut worden und wurde dann für die Strecke zum Königssee erweitert. Als Besonderheit wurden in den Nachtstunden die Batterien der Elektroboote der Königssee-Schifffahrt mit dem Bahnstrom aufgeladen.
Unterwegs wurden die beiden Zwischenbahnhöfe Schwöbbrücke und Unterstein-Schönau bedient. In beiden fanden planmäßige Zugkreuzungen statt, wobei die Ausweichgleise eine Nutzlänge von 100 Metern hatten und die Weichen eine selbsttätige Rückstellvorrichtung besaßen. Endpunkt der Strecke war der Bahnhof Königssee (Oberbay), 200 Meter vom gleichnamigen See entfernt. Der Betrieb war stets stark touristisch geprägt. Entsprechend dem starken Besucherstrom verkehrte die Bahn in der Sommersaison schon vor dem Ersten Weltkrieg im dichten Zwanzig-Minuten-Takt.

### Deutsche Reichsbahn
1920 wurde die Königsseebahn in die Deutschen Reichseisenbahnen eingegliedert. Deren Nachfolger Deutsche Reichsbahn stellte sie schließlich 1942 auf das reichsweit übliche Wechselstrom-System mit einer Spannung von 15.000 Volt und einer Frequenz von 16 ⅔ Hertz um. Ursächlich hierfür war die Einstellung der Strecke nach Hangender Stein im Zuge des Straßenausbaus für das NS-Regime (Anfahrt Obersalzberg) im Oktober 1938 und der damit verbundenen Kappung der Stromverbindung zum Kraftwerk Gartenau. Ab dem 1. Juni 1942 erfolgte die Stromversorgung durch das Saalachkraftwerk Bad Reichenhall.

### Deutsche Bundesbahn

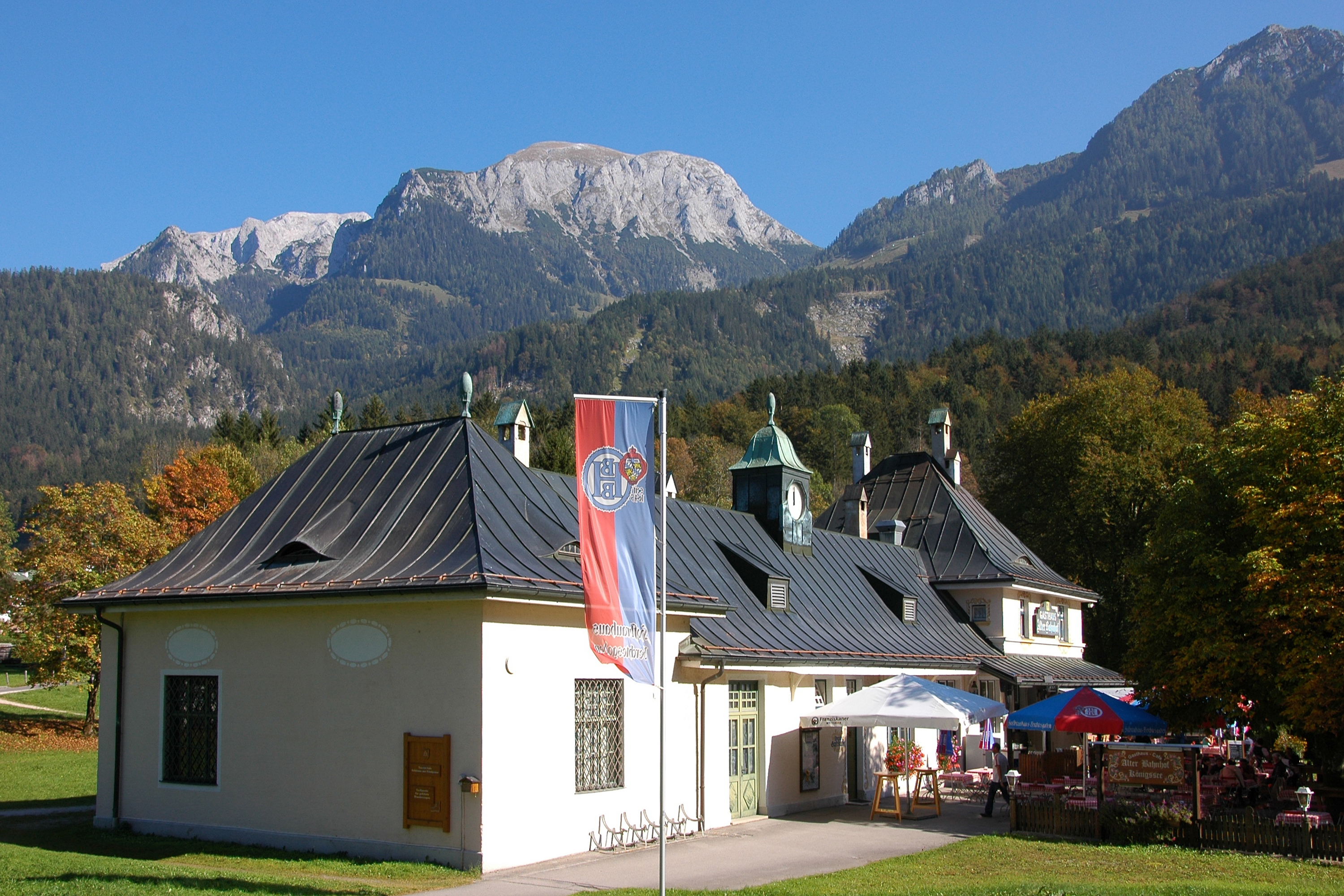
Empfangsgebäude des Bahnhofs Königssee (2011)

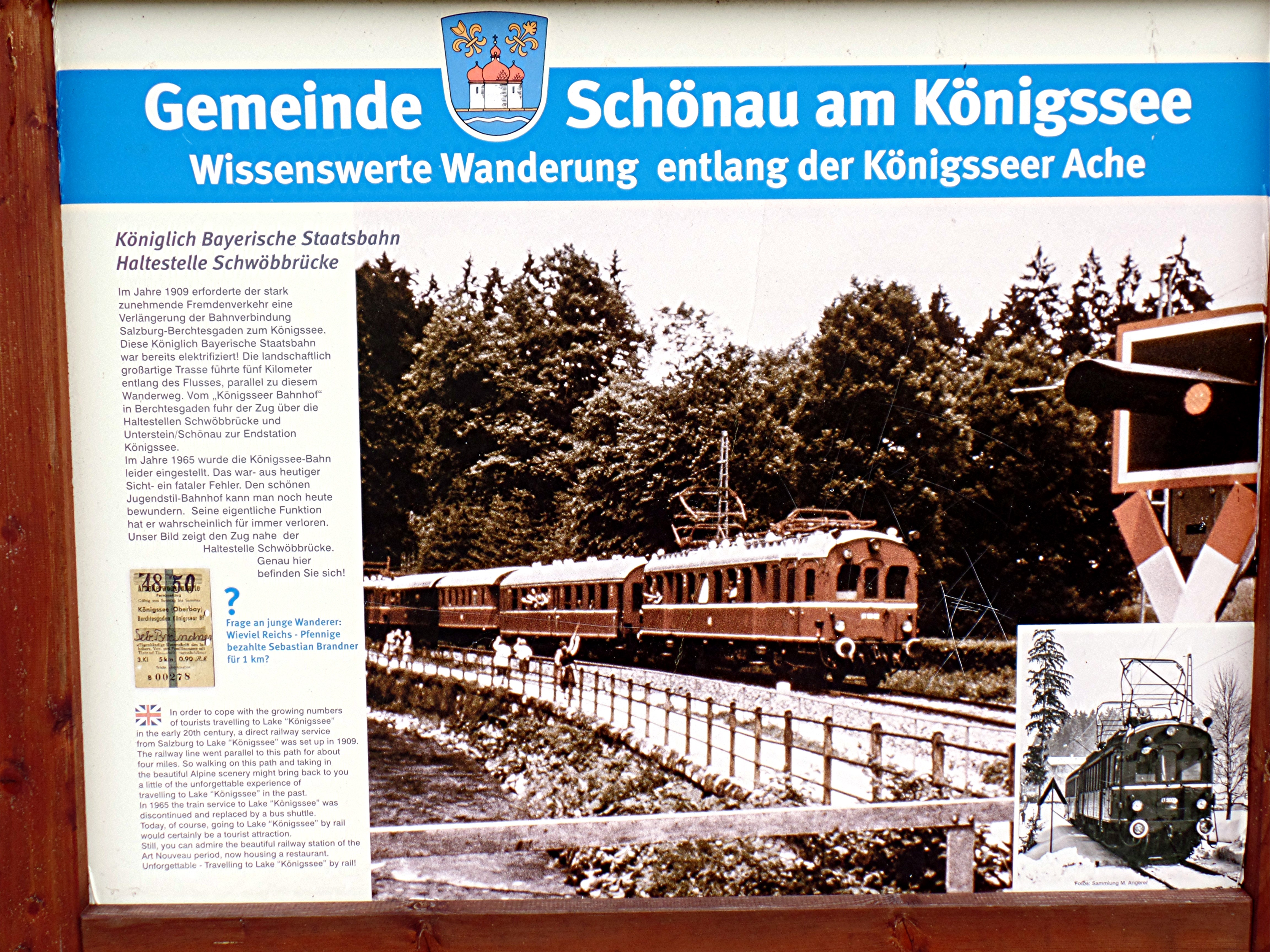
Infotafel im Bereich der Schwöbbrücke

Gerade in den ersten Jahren nach dem Zweiten Weltkrieg betrieb die Deutsche Bundesbahn die Königsseebahn mit hoher Auslastung. Doch infolge des ab 1960 immer stärker einsetzenden Individualverkehrs ließ der Verkehr auf der Königsseebahn nach. Deshalb wurden an der Bahnstrecke keine weiteren Instandhaltungsmaßnahmen durchgeführt. Ab 1961 verkehrten die Züge nur noch in der Sommersaison. Im Winterfahrplan übernahmen Bahnbusse im Schienenersatzverkehr den Betrieb.
Planmäßig war die Königsseebahn bis zum Beginn des Winterfahrplans am 25. September 1965 in Betrieb, ein letzter Sonderzug verkehrte am 2. Oktober 1965. Die letzte Fahrt wurde als solche nicht angekündigt. Stattdessen wurde durch Aushänge mitgeteilt, dass der Betrieb – wie schon in den Jahren zuvor – über die Wintersaison eingestellt werde. Erst im Frühjahr 1966 gab die Deutsche Bundesbahn schließlich bekannt, dass sie den Betrieb dauerhaft auf Omnibusse umstelle. Infolgedessen wurde der Bahnbetrieb nicht wieder aufgenommen, im Sommerfahrplan 1966 verkehrten erstmals auch in der Hauptsaison Bahnbusse.
Am 8. März 1971 wurde die Strecke auch juristisch stillgelegt, das heißt entwidmet. Die Gleise wurden noch im Frühjahr 1971 demontiert. Allerdings kann man bis heute durchgehende Bahnfahrscheine bis Königssee lösen, die ab Berchtesgaden in den Omnibussen des Regionalverkehrs Oberbayern gelten.
Ein kleiner Teil der ehemaligen Bahntrasse bis zur Schwöbbrücke wird noch als Fuß- und Radweg genutzt, der Rest von ihr ist renaturiert oder überbaut. Außerdem ist am Endpunkt Königssee das Jugendstil-Empfangsgebäude der Bahn erhalten. Es wird als Gaststätte genutzt. Dagegen wurde der Königsseer Bahnhof am ehemaligen Triftplatz am 22. März 2012 abgerissen. Die Gemeinde Schönau am Königssee, auf deren Gemarkung die Trasse nahezu vollständig liegt, plant im Bereich des Triftplatzes eine Änderung des Bebauungsplanes vorzunehmen, schließt aber auch nicht aus, dass das Gelände des ehemaligen Königsseer Bahnhofs im Rahmen einer Reaktivierung der Strecke wieder genutzt wird.

## Reaktivierungspläne
Mit Hinblick auf die Bewerbung Münchens für die Olympischen Winterspiele 2018 und der am Königssee vorgesehenen Disziplinen forderte der Fahrgastverband Pro Bahn vor Jahren eine Reaktivierung der Strecke. Dadurch sollte das Individualverkehrsaufkommen im Berchtesgadener Land nachhaltig gesenkt werden. Die Olympiabewerbung wurde jedoch nicht zuletzt durch den hierzu durchgeführten Volksentscheid abgelehnt. Abgesehen davon erschweren mehrere Bebauungen der Trasse eine mögliche Reaktivierung.
Unabhängig von der Olympiabewerbung strebt aber der Verein „Verkehrsforum Berchtesgadener Land und Rupertiwinkel“ nicht zuletzt auch im Rahmen einer „Förderung des Umwelt- und Klimaschutzes“ nach wie vor den Wiederaufbau der Königsseebahn an (Stand: 27. Juni 2023).

## Fahrzeuge
Anfangs standen der Königsseebahn fünf Triebwagen der eigens für diese Strecke beschafften Baureihe MBCL, neun geschlossene Beiwagen und sechs offene Sommerbeiwagen zur Verfügung. Nach der Umstellung des Stromsystems wurden sie zur Hohenfurther Elektrischen Lokalbahn im Sudetenland umgesetzt, die zwischen 1938 und 1945 zum Streckennetz der Deutschen Reichsbahn gehörte. Auf der Königsseebahn kamen mit Umstellung auf Wechselstrom ab 1942 Triebwagen der Baureihe ET 85 mit speziell adaptierten Mittelwagen zum Einsatz, die jedoch wegen zu geringer Zugleistung den Anforderungen an eine saisonal stark frequentierte Ausflugsbahn nicht genügten. Erst 1949 erfolgte ein Umbau der Getriebe, damit verfügten die Triebwagen über eine bessere Zugkraft, die Wagen liefen bis zur Einstellung des Betriebs als Baureihe ET 90. Die Salzburg AG besitzt heute je eine Garnitur der Grünen Elektrischen (K.Bay.Sts.B.) und der baugleichen Roten Elektrischen (SETG). Sie sind originalgetreu restauriert und werden für Sonderfahrten eingesetzt.